# Стадница (Черкасская область)
Стадница (укр. Стадниця) — посёлок в Городищенском районе Черкасской области Украины.
Население по переписи 2001 года составляло 45 человек. Почтовый индекс — 19525. Телефонный код — 4734.

## Местный совет
19525, Черкасская обл., Городищенский р-н, с. Толстая, ул. Шевченка, 2